# The ProjeKcts
The ProjeKcts — концертний альбом британського гурту King Crimson, випущений 26 жовтня 1999 року на лейблі Discipline Global Mobile.

## Композиції

### CD 1
1. 4 i 1 — 4:11
2. 4 ii 1 — 4:11
3. 1 ii 4 — 1:12
4. 4 ii 4 — 4:14
5. V — 2:13
6. VI — 3:12
7. VII — 3:12
8. VIII — 2:14
9. IX — 4:13

### CD 2
1. Sus-Taya-Z — 8:05
2. Heavy ConstruKction — 5:11
3. The Deception of the Thrush — 7:33
4. X-Chayn-Jiz — 6:01
5. Light ConstruKction — 5:17
6. Vector Shift to Planet Detroit — 3:41
7. Contrary Construkction — 4:55
8. Live Groove — 0:50
9. Vector Shift to Planet Belewbeloid — 1:24
10. 21st Century Schizoid Man — 11:52

### CD 3
1. Masque — 5:40
2. Masque — 3:13
3. Masque — 6:17
4. Masque — 3:10
5. Masque — 3:19
6. Masque — 0:45
7. Masque — 3:21
8. Masque — 4:26
9. Masque — 2:40
10. Masque — 6:11
11. Masque — 6:23
12. Masque — 3:51
13. Masque — 5:08

### CD 4
1. Ghost, Pt. 1 — :14
2. Ghost, Pt. 2 — 4:07
3. Ghost, Pt. 3 — :55
4. Ghost, Pt. 4 — 5:06
5. Deception of the Thrush — 7:12
6. Hindu Fizz — 4:46
7. ProjeKction — 5:29
8. Ghost, Pt. 2 — 1:39
9. Ghost, Pt. 2 — 2:43
10. Ghost, Pt. 2 — 3:53
11. Ghost, Pt. 2 — 1:48
12. Ghost, Pt. 2 — 4:57

## Учасники запису
- Роберт Фріпп — гітара, вокал
- Білл Бруфорд — ударні
- Адріан Белью — ударні, гітара, вокал
- Тоні Левін — бас